# Kristian Gullichsen

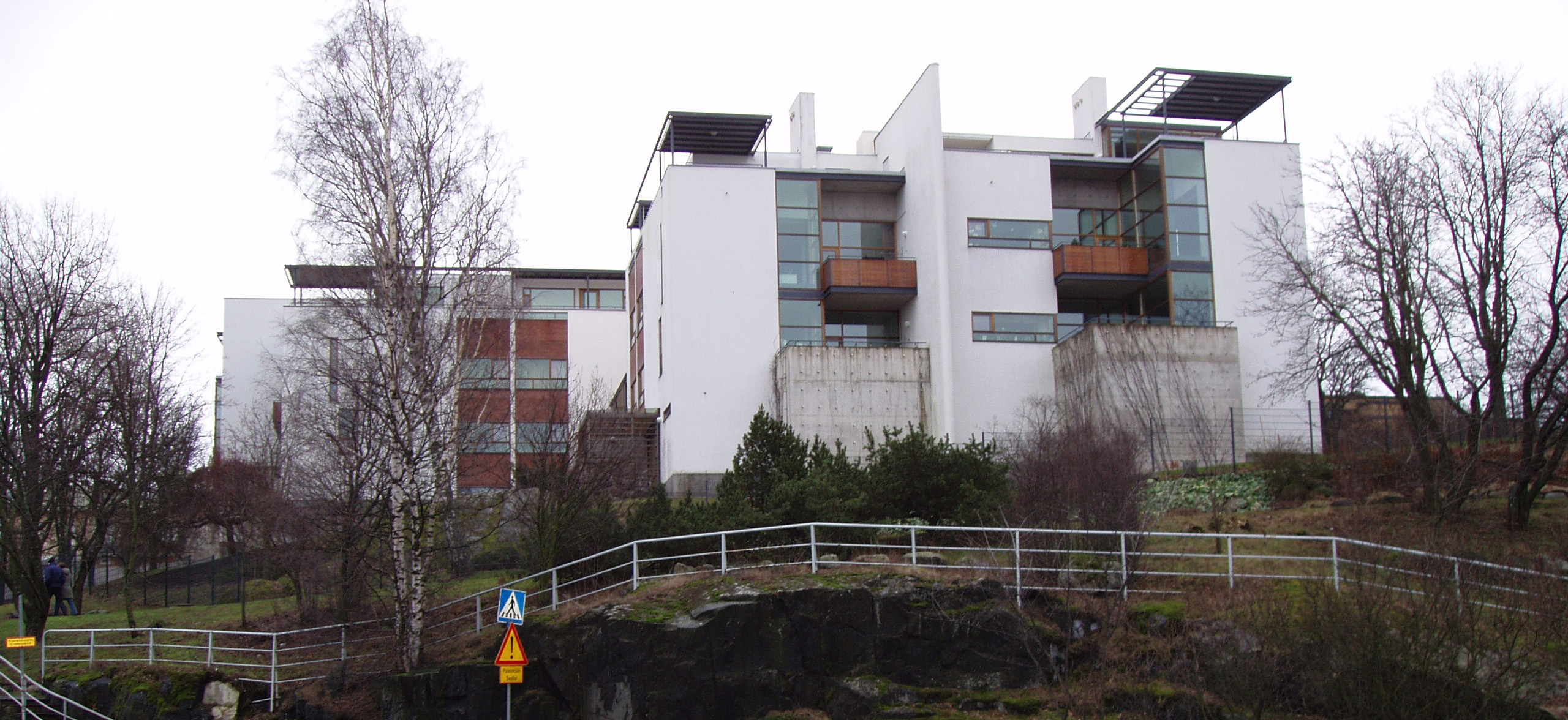
Olympos Haus, Helsinki (2000)

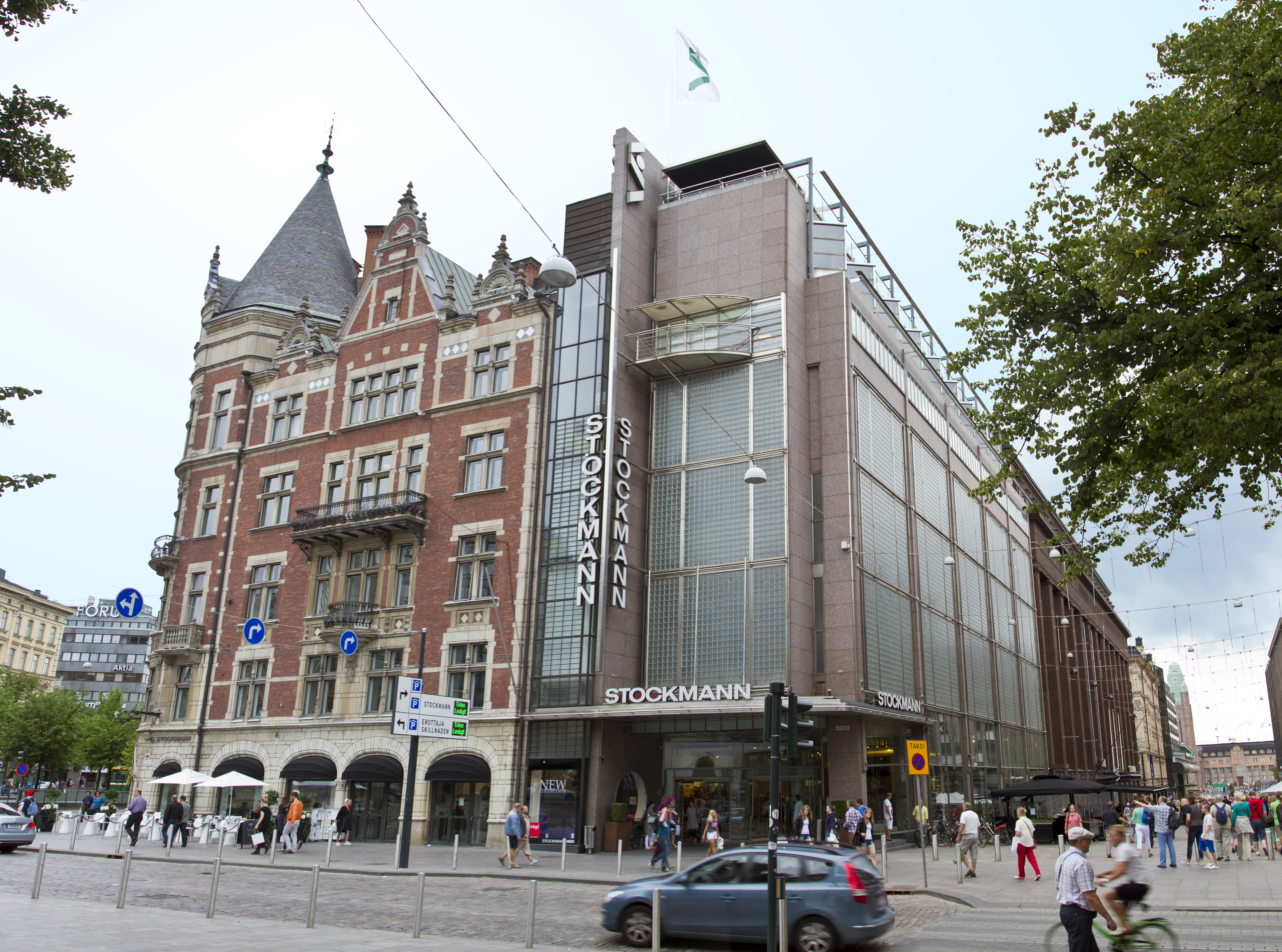
Kaufhaus Stockmann, Helsinki (1986)

Kristian Valter Alexander Gullichsen (* 29. September 1929 in Helsinki; † 17. März 2021 ebenda) war ein finnischer Architekt. Gullichsen galt als einer der wichtigsten finnischen Architekten des späten 20. Jahrhunderts.

## Werdegang
Er studierte Architektur an der Technischen Universität Helsinki und wurde 1960 als freier Architekt registriert. Er war Mitarbeiter im Büro von Alvar Aalto und gründete später sein eigens Architekturbüro und arbeitete unter anderem mit Kirmo Mikkola und Juhani Pallasmaa zusammen. 1969 gründete Gullichsen in Helsinki eine Partnerschaft mit den Architekten Erkki Kairamo und Timo Vormala. Gullichsen war Mitglied des Verwaltungsrates der „Alvar Aalto Academy“ und des Komitees des „Alvar Aalto Symposiums.“
Er war verheiratet mit der Schriftstellerin Anna Gullichsen; der Ehe entstammen fünf Kinder.

## Bauten
- Kauniainen Parish Centre, Helsinki (1985)
- Pieksämäki Civic Centre (1990)
- Erweiterung des Kaufhauses Stockmann, Helsinki (1986)
- Olympos Housing, Myllytie 6, Kaivopuisto, Helsinki (1995)
- Bibliothek und Wissenschaftszentrum der Universität Lleida, Spanien (2003)
- Finnische Botschaft in Stockholm, Schweden (2002)
- Kirche in Malmi (1982)
- Renovierung des Pori Art Museum (1979–1981)
- Kirche in Grankulla